# Разерфорд, Эмили
Эмили Разерфорд (англ. Emily Rutherfurd; род. 18 сентября 1974, Нью-Йорк) — американская актриса. Разерфорд наиболее известна благодаря своей роли Кристин Хантер в ситкоме «Новые приключения старой Кристин», где она снималась в паре с Джулией Луи-Дрейфус на протяжении пяти сезонов, с 2006 по 2010 год.
Разерфорд родилась и выросла в Нью-Йорке и окончила со степенью бакалавра искусств Университет Южной Калифорнии в 1997 году. Помимо участия в «Новые приключения старой Кристин», она снялась в недолго просуществовавших ситкомах Work with Me с Нэнси Трэвис, The Ellen Show с Эллен Дедженерес, и Married to the Kellys, каждое шоу было закрыто после одного сезона.
На большом экране Разерфорд сыграла роли второго плана в фильмах «Король вечеринок» (2002), «Элизабеттаун» (2005) и «Кровью и потом: Анаболики» (2013). В последние годы она появилась в сериалах «До смерти красива», «Всю ночь напролёт» и «Воспитывая Хоуп».
Эмили Разерфорд вышла замуж в 2003 году за Роллена Маккаллоха Галлахера IV. Они живут в Лос-Анджелесе вместе со своими двумя дочками.

## Фильмография
| Год       |     | Русское название                 | Оригинальное название               | Роль                   |
| --------- | --- | -------------------------------- | ----------------------------------- | ---------------------- |
| 1999      | кор | —                                | Loves Me Loves Me Not               | Сэнди Эриксон          |
| 1999—2000 | с   | —                                | Work with Me                        | Стейси                 |
| 2000      | тф  | —                                | Live Girls                          | Кэтрин                 |
| 2001—2002 | с   | Шоу Эллен                        | The Ellen Show                      | Кэтрин Ричмонд         |
| 2002      | ф   | Король вечеринок                 | Van Wilder                          | Джинни                 |
| 2002—2005 | с   | Уилл и Грейс                     | Will & Grace                        | Джоанн                 |
| 2003      | с   | Любовь на шестерых               | Coupling                            | Салли Харпер           |
| 2003—2004 | с   | Замужем за Келли                 | Married to the Kellys               | Мэри Келли             |
| 2005      | ф   | Элизабеттаун                     | Elizabethtown                       | Синди Хасборо          |
| 2006—2010 | с   | Новые приключения старой Кристин | The New Adventures of Old Christine | «Новая» Кристин Хантер |
| 2007      | с   | —                                | Derek and Simon: The Show           | Сэнди                  |
| 2011      | с   | Любовь кусается                  | Love Bites                          | Джулия Кларк           |
| 2011      | с   | Последний настоящий мужчина      | Last Man Standing                   | Ребекка                |
| 2011      | тф  | —                                | The Assistants                      | Лидди Гриббл           |
| 2012      | с   | Всю ночь напролёт                | Up All Night                        | Лора                   |
| 2012      | с   | До смерти красива                | Drop Dead Diva                      | Оливия Френч           |
| 2012      | с   | Кристин                          | Christine                           | ведущая                |
| 2013      | с   | Воспитывая Хоуп                  | Raising Hope                        | Келли                  |
| 2013      | ф   | Кровью и потом: Анаболики        | Pain & Gain                         | Сисси Дюбуа            |
| 2014      | с   | Красотки в Кливленде             | Hot in Cleveland                    | Джоди / Мелани         |
| 2014      | тф  | —                                | Work Mom                            | Эден                   |
| 2015      | с   | Нижний этаж                      | Ground Floor                        | Эбби                   |
| 2015      | с   | Тайны Лауры                      | The Mysteries of Laura              | Дон Грант              |
| 2015      | с   | Самозванец                       | Impastor                            | Марла Симмонс          |
| 2016      | с   | Настоящие О’Нилы                 | The Real O’Neals                    | Сандра                 |
| 2016—2017 | с   | Бывает и хуже                    | The Middle                          | Дирдре Питерсон        |
| 2017      | с   | Вице-президент                   | Veep                                | Салли Ньюфелд          |
| 2018      | с   | Анатомия страсти                 | Grey’s Anatomy                      | Хелен Кейрев           |